# Kreszendo
Kreszendo – polski zespół muzyczny pochodzący z Krakowa, grający jazz, funk i fusion. Zadebiutowali albumem Stało się, wydanym w 2003 roku, którym prezentowali głównie utwory instrumentalnego jazzu akustycznego i elektrycznego.

## Skład zespołu
- Adam Niedzielin – fortepian
- Marek Olma – perkusja, wibrafon
- Grzegorz Piętak – gitara basowa, kontrabas
- Jacek Królik – gitara
- Leszek Szczerba – saksofon
- zespół wspomagają : Szymon Kamykowski – saksofon, Bohdan Lizoń – gitara, Jacek Fedkowicz – bas

## Dyskografia

### Albumy
- 2015: Zmowa grania [Oko-Art]
- 2007: Tu i teraz [Fundacja Poemat]
- 2003: Stało się [Sony Music Entertainment Poland]

### Single
- 2015: Będziesz moją muzą (+ Kuba Badach)[2] [Oko-Art/MyMusic Group]